# Planète-Radio
Pour les articles homonymes, voir Planète (homonymie).
Planète est un réseau radiophonique créé le 1er septembre 2008 par RNC Media qui regroupait ses stations qui adoptent un style adulte contemporain et jazz. Toutes les stations du réseau sont aujourd'hui situées au Saguenay-Lac-St-Jean. 

Le 18 avril 2018, Cogeco Média annonce une entente pour l'acquisition de dix stations de radio régionales appartenant à RNC Média. Cette transaction comprenait les quatre stations restantes du réseau Planète. La transaction est autorisée par le CRTC le 11 octobre 2018

## Stations
| Station | Fréquence | Nom           | Ville              |
| ------- | --------- | ------------- | ------------------ |
| CKXO-FM | 93,5      | Planète 93,5  | Chibougamau        |
| CHRL-FM | 99,5      | Planète 99,5  | Roberval           |
| CHVD-FM | 100,3     | Planète 100,3 | Dolbeau-Mistassini |
| CFGT-FM | 104,5     | Planète 104,5 | Alma               |

## Anciennes stations
- CKLX-FM 91,9 Montréal a fait partie du réseau à partir du mois de septembre 2008[3]. Elle utilisait auparavant le nom Couleur Jazz. La station deviendra une station sous la bannière Radio X à partir du mois d'août 2012[4], ce qui marque la fin de son affiliation au réseau.
- CHLX-FM 97,1 Gatineau est à compter du 25 août 2014 affiliée au réseau Rythme FM.
- CHOA-FM 96,5-103,5-103,9 Rouyn-Noranda, Val-d'Or/Amos et La Sarre sera à compter du 9 mars 2015 affiliée au réseau Rythme FM[5].
- CJLA-FM 104,9 Lachute fait désormais partie du réseau CIME depuis le 24 août 2020 (annonce faite le 18 août 2020, effective à partir du 24)[6]
- CHPR-FM 102,1 Hawkesbury fait désormais partie du réseau CIME depuis le 24 août 2020 (annonce faite le 18 août 2020, effective à partir du 24)[6]